# 小林義信
小林 義信（こばやし よしのぶ、1601年（慶長6年）- 1684年2月9日（天和3年12月24日））は、江戸時代前期の天文学者、蘭学者。本姓は樋口、字は謙貞（別人説もあり）。通称は権右衛門。

## 経歴・人物
長崎に生まれ、幼年期より読書を趣味とした。その後は同郷の林吉左衛門の門人となり、天文学や暦学、地理学を学ぶ。後に当時滞日していたドイツ人のカスパル・シャムベルゲル（漢字表記は加須波留とされ、オランダ出身の測量者ともいい別人説もある）から測量術も学ぶが、師の吉左衛門がキリシタンであったことから、1646年（正保3年）に当時発令していたキリスト教禁止令により共に投獄された。
1667年（寛文7年）に処分が解けて釈放されると、長崎に戻って天文学の教鞭を執り多くの弟子を育成したほか、1683年（天和3年）11月には、宣明暦で予報された月食は発生しないと指摘し、その通りになった（2年後の1685年（貞享2年）、宣明暦から貞享暦に改暦）。
なお義信は樋口久兵衛の実子で、日本で初めて西洋測量術を学んだ樋口権右衛門と同一人物とされているが、真相は不明である。

## 主な著作物
- 『二儀略説』